# Établissement public de télévision
L'Empresa Pública de Televisió (EPTV) (àrab: المؤسسة العمومية للتلفزيون, al-Muʾassasa al-ʿUmūmiyya li-t-Tilifizyūn; francès: Établissement public de télévision) és la cadena de televisió pública d'Algèria. El grup aplega els canals de televisió: EPTV, Canal Algérie i Algérie 3 (Thalitha TV). Els canals d'EPTV transmeten en àrab i francès.
ENTV va ser l'únic canal de televisió de l'ens fins a l'any 1994, quan es llança Canal Algérie, parlat íntegrament en francès. Canal Algérie està disponible a través dels satèl·lits Eutelsat (a Europa), Hotbird i Astra (per a Amèrica). També es troba a través del cableoperador GlobeCast World als Estats Units i el Canadà. També el senyal es pot veure a França a través de Numericable i a Mònaco a través d'MC Cable.